# Baltimore Soccer Club
Baltimore SC foi um clubes de futebol localizados em Baltimore, Maryland . O clube era membro da American Soccer League (ASL).

## História
A equipe original começou em 1917 com o nome de True American Club . Eles foram o primeiro time de meninos uniformizados no estado e ganharam o título estadual júnior na temporada 1920-21. Um ano depois, eles mudaram sua afiliação ao Canton SC. Antes da temporada 1936/37, o clube passou a ser conhecido como Baltimore SC. Após a temporada 1941/42, o clube obteve uma isenção de um ano de jogar na American League.  O clube voltou à liga antes da temporada 1943/44.  Após a temporada de 1947/48, a franquia foi comprada e transferida para Trenton, New Jersey, para se tornar o Trenton Americans. 